# NGC 1424
NGC 1424 è una galassia a spirale barrata situata nella costellazione dell'Eridano, a una distanza di circa 264 milioni di anni luce dalla nostra Via Lattea.

## Scoperta
La galassia è stata scoperta l'8 dicembre 1850 dall'irlandese Bindon Stoney.

## Descrizione
NGC 1424 ha una classe di luminosità II e presenta una larga riga a 21 cm dell'idrogeno neutro.